# H. P. Lovecraft (gruppo musicale)
H. P. Lovecraft era un gruppo statunitense di rock psichedelico, formatosi a Chicago, Illinois nel 1967 il cui nome faceva riferimento allo scrittore horror Howard Phillips Lovecraft. Gran parte della musica del gruppo era pervasa da atmosfere inquietanti e si ispirava ai macabri scritti di quell'autore, parlando di ambienti chiusi e velati di tristezza. Combinando elementi di psichedelia e di folk rock, il sound del gruppo era caratterizzato dalle armonie vocali dell'ex-cantante folk George Edwards e dallo stile classico di Dave Michaels. In aggiunta, le abilità multistrumentali di Michaels su organo elettronico, piano, clavicembalo, clarinetto e recorder fornivano alla band una tavolozza sonora più ricca di quella di molti altri loro contemporanei.
Il gruppo firmò per la Philips Records nel 1967 e pubblicò il singolo di debutto "Anyway That You Want Me" nella prima parte dell'anno. Il loro primo album H. P. Lovecraft uscì a fine 1967 e conteneva quello che è probabilmente il loro brano più noto, "The White Ship". La band poi si trasferì a San Francisco, California, dove divenne un'attrazione frequente in vari locali della Baia di San Francisco, incluso The Fillmore e il Winterland Ballroom. Nel 1968 uscì il secondo album intitolato semplicemente H. P. Lovecraft II, di cui va ricordato almeno At the Mountains of Madness, ma il gruppo si sciolse all'inizio del 1969. Edwards e Michael Tegza riformarono quindi il gruppo con nuovi componenti e accorciarono il nome in Lovecraft.
Mauro Radice li paragona ai Jefferson Airplane e al Lou Reed di Metal Machine Music (1975).

## Storia del gruppo

### Formazione e primo album
La prima formazione degli H. P. Lovecraft si formò quando l'ex-folk singer George Edwards, che a quel tempo stava lavorando come cantante turnista per la Dunwich Records, entrò in studio per registrare una cover del brano "Anyway That You Want Me" di Chip Taylor (una canzone che era stata poco prima un successo inglese dei Troggs). Edwards era stato in precedenza un cantante folk a Chicago, in California e in Florida, ed aveva pubblicato nel 1966, senza successo commerciale, una reinterpretazione del brano dei Beatles "Norwegian Wood" per la Dunwich. Aveva anche registrato una versione cover di "Quit Your Low Down Ways" di Bob Dylan per la stessa etichetta, ma questa verrà pubblicata solo agli inizi degli anni settanta. Per le registrazioni in studio di "Anyway That You Want Me", Edwards era stato supportato dai membri di The Rovin' Kind, una band di Chicago, e da Dave Michaels, un cantante classico e polistrumentista con una voce dall'estensione di quattro ottave, che Edwards aveva incontrato mentre suonava in un trio di lounge jazz in un Holiday Inn della zona. La canzone venne accoppiata a "It's All Over for You", un pezzo solista di George Edwards dell'anno prima, e pubblicato all'inizio del 1967 come singolo con il soprannome di H. P. Lovecraft dalla Mercury Records, etichetta della Philips. La decisione di pubblicare il singolo come H. P. Lovecraft, piuttosto che come disco del solo George Edwards, era stata presa da Bill Traut e George Badonsky, fondatori della Dunwich, che erano tutti e due fan delle opere letterarie di horror dello scrittore Howard Phillips Lovecraft ed avevano, di fatto, chiamato la Dunwich Records ispirandosi al racconto di Lovecraft The Dunwich Horror. Edwards e Michaels furono ambedue entusiasti del nome del gruppo e, dopo aver ottenuto il permesso dalla proprietà Lovecraft, il duo si mise a cercare altri musicisti per creare una formazione permanente della band.
Le audizioni si svolsero nel marzo 1967 e il risultato fu il reclutamento di Tony Cavallari (chitarra), Mike Tegza (batteria) e Tom Skidmore (basso). Skidmore lasciò però presto il gruppo e venne rimpiazzato da Jerry McGeorge, che era stato in precedenza chitarrista per gli Shadows of Knight, una band di Chicago. McGeorge aveva visto diverse volte gli H. P. Lovecraft in azione in un dance club di Chicago chiamato The Cellar e, sebbene egli considerasse se stesso soprattutto un chitarrista, accettò l'offerta di Edwards di unirsi al gruppo come bassista. Con Michaels ed Edwards come menti creative del gruppo, H. P. Lovecraft iniziò a sviluppare una miscela di folk rock e psichedelia, con un repertorio che comprendeva brani folk contemporanei e tradizionali ed un po' di loro composizioni. Il sound del gruppo era caratterizzato da una strana sorprendente armonia che risultava dalla giustapposizione della voce di Edwards, con influenze folk, con quella di Michaels, con fraseggi vocali lirici, una mistura che era influenzata dal folk singer Fred Neil che lavorava con Vince Martin. La musica del gruppo veniva resa ancora più particolare dal virtuosismo di Michaels con organo, piano, clavicembalo, clarinetto e recorder, che dava agli H. P. Lovecraft un range di suoni e timbri molto più ampio di molti dei loro contemporanei.
Alla fine del 1967, la band registrò e pubblicò il primo album per la Philips, H. P. Lovecraft. Una reinterpretazione del brano tradizionale "Wayfaring Stranger" venne pubblicata poco prima dell'album come singolo nel settembre 1967, ma non entrò in classifica. L'album stesso fu pubblicato alcune settimane dopo e sebbene non entrasse nelle classifiche USA, nel tempo ha venduto bene. Contenendo brani strumentali e canzoni che proponevano una varietà di stili diversi, l'album possedeva un'atmosfera inquietante e ossessiva che faceva ben capire come la band volesse ispirarsi ai "racconti e poemi macabri della Terra popolata da un'altra razza" di H. P. Lovecraft (come scritto sul retro della copertina dell'LP). Mentre l'album includeva del materiale originale, compreso il brano jazzato "That's How Much I Love You, Baby (More or Less)" e la psichedelia vaudeville di "The Time Machine", la maggior parte di H. P. Lovecraft consisteva di versioni cover. Tra queste covers c'erano l'inno hippie "Get Together" di Dino Valente, "I've Been Wrong Before" di Randy Newman, "The Drifter" di Travis Edmonson e le composizioni "That's The Bag I'm In" e "Country Boy & Bleeker Street" di Fred Neil. Il pezzo principale dell'album, comunque, era "The White Ship" di Edwards-Michaels-Cavallari, che era basato sul racconto "The White Ship" dello scrittore H. P. Lovecraft. Il pezzo, della durata di sei minuti e mezzo, con dei passaggi barocchi al clavicembalo, un feedback confuso, armonie cupe e il rintocco di una vera campana di un vascello del 1811, è stato descritto dallo storico musicale Richie Unterberger come avente una "ondeggiante, indistinta bellezza, con alcune lugubri tastiere di Michaels." Il brano divenne un favorito delle radio FM underground e fu anche pubblicato come singolo, sebbene non riuscisse a raggiungere la Hot 100 di Billboard.

### Trasferimento e secondo album
H. P. Lovecraft intrapresero il loro primo tour della West Coast alla fine del 1967, affermandosi come uno degli eventi live preferiti dagli hippies di San Francisco e Los Angeles. Nel novembre 1967, la rivista Billboard riportò che l'album degli H. P. Lovecraft era diventato un successo underground a San Francisco ed aveva già venduto 1 100 copie solo in quella località. Ritornati brevemente a Chicago per alcuni obblighi di concerti, il gruppo decise di trasferirsi permanentemente sulla West Coast nel tentativo di progredire nella loro carriera e così, nei primi mesi del 1968, essi si spostarono nella Contea di Marin. Il bassista Jerry McGeorge decise però di non lasciare Chicago e venne rimpiazzato da Jeffrey Boyan, che era stato in precedenza un membro dei Saturday's Children di Chicago. Boyan era un bassista completo con una potente voce e il suo inserimento aumentò considerevolmente la loro potenzialità nei concerti dal vivo.
Durante questo periodo la band tenne molti concerti in varie località della West Coast, apparendo a fianco di gruppi come Grateful Dead, Jefferson Airplane. Moby Grape, Pink Floyd, Traffic e Who. A San Francisco il gruppo venne appoggiato dall'organizzatore di concerti Bill Graham e questo portò alla loro apparizione in locali famosi come il Fillmore e il Winterland Ballroom. Registrazioni di un concerto di questo periodo possono essere ascoltate nell'album Live May 11, 1968, dove già appare Boyan al posto di McGeorge. Questo album dal vivo, che offre una qualità sonora molto buona per quei tempi, è stato pubblicato nel 1991 dalla Edsel Records e ristampato nel 2000 dalla Sundazed Records.
Nel giugno del 1968, troviamo gli H. P. Lovecraft agli I.D. Sound Studios di Los Angeles, con l'ingegnere acustico Chris Huston, impegnati nella registrazione del loro secondo album. A causa dell'intensa attività concertistica durante la prima metà del 1968, c'era una mancanza di nuovo materiale già arrangiato e di conseguenza gran parte dell'album è stato improvvisato in studio. Huston è stato fondamentale nel consentire alla band impreparata di completare le sessioni di registrazione ed è stato anche responsabile della creazione di molti degli effetti sonori psichedelici dei brani. L'album venne pubblicato come H. P. Lovecraft II nel settembre 1968 e sebbene fosse meno centrato del suo predecessore, riuscì ad ampliare con successo la proposta musicale del primo album della band. Tra i suoi nove brani troviamo "At the Mountains of Madness", un altro pezzo basato sulle opere dello scrittore H. P. Lovecraft (questa volta il suo racconto del 1931 At the Mountains of Madness). L'album include anche la reinterpretazione di "Keeper of the Keys" di Brewer & Shipley, i brani di Edwards "Electrollentando" e "Mobius Trip", un contributo dalla voce di Ken Nordine nel brano "Nothing's Boy", e due brani scritti da Terry Callier, amico di Edwards: "Spin, Spin, Spin" e "It's About Time". Similmente al primo album, anche H. P. Lovecraft II non vendette in quantità sufficiente per entrare nelle classifiche americane.
Alla fine del 1968 Michaels decise di lasciare la band per tornare all'università e, come risultato, gli H. P. Lovecraft si sciolsero agli inizi del 1969, e Tegza passò al gruppo dei Bangor Flying Circus. Nel 1969 Edwards e Tegza formarono un nuovo gruppo, chiamato Lovecraft, ma Edwards ne uscì quasi subito. Edwards ha poi intrapreso un lavoro di produzione ed ha suonato nei folk club con il suo vero nome Ethan Kenning, talvolta riunendosi con Michaels, che registra e si esibisce sotto il suo vero nome di David Miotke.

## Formazione
- George Edwards – voce, chitarra acustica, chitarra elettrica, guitarrón, basso (1967–1969)
- Dave Michaels – voce, organo, piano, Clavicembalo, clarinetto, recorder (1967–1968)
- Tom Skidmore – basso (1967)
- Jerry McGeorge – basso, voce (1967–1968)
- Tony Cavallari – chitarra solista, voce (1967–1969)
- Michael Tegza – batteria, percussioni, timpani, voce (1967–1969)
- Jeff Boyan – basso, voce (1968–1969)

## Discografia

### Album
- 1967 - H.P. Lovecraft (Philips Records, PHM 200252 / PHS 600252)
- 1968 - H. P. Lovecraft II (Philips Records, PHS 600279)
- 1970 - Valley of the Moon (Reprise Records, RS 6419) a nome Lovecraft
- 1975 - We Love You (Whoever You Are) (Mercury Records, SRM-1-1041) a nome Love Craft
- 1991 - Live May 11, 1968 (Sundazed Music Records, SC 11008) Live, a nome HP Lovecraft

### Singoli
- 1967 - "Anyway That You Want Me"/"It's All Over for You" (Philips 40464)
- 1967 - "Wayfaring Stranger"/"The Time Machine" (Philips 40491)
- 1967 - "The White Ship" (Part 1)/"The White Ship" (Part 2) (Philips 40506)
- 1968 - "The White Ship"/"I've Been Wrong Before" (Philips BF 1639) [UK release]
- 1968 - "Keeper of the Keys"/"Blue Jack of Diamonds" (Philips 40578)

### Raccolte
- 1988 - At the Mountains of Madness (1988)
- 1997 - H. P. Lovecraft/H. P. Lovecraft II (1997)
- 2000 - Two Classic Albums from H. P. Lovecraft: H. P. Lovecraft/H. P. Lovecraft II (2000)
- 2005 - Dreams in the Witch House: The Complete Philips Recordings (2005)